# Darbepoetină alfa
Darbepoetina alfa (cu denumirea comercială Aranesp) este un agent antianemic analog de eritropoetină, fiind utilizat în tratamentul anemiei simptomatice. Căile de administrare disponibile sunt intravenoasă și subcutanată.

## Utilizări medicale
Darbepoetina alfa este utilizată în tratamentul anemiei simptomatice din insuficiența renală cronică și al anemiei simptomatice la adulți cu neoplazii non–mieloide cărora li se administrează chimioterapie.